# Cantone di Frangy
Il Cantone di Frangy era un cantone francese dell'arrondissement di Saint-Julien-en-Genevois.
A seguito della riforma approvata con decreto del 13 febbraio 2014, che ha avuto attuazione dopo le elezioni dipartimentali del 2015, è stato soppresso.

## Composizione
Comprendeva i comuni di:
- Chaumont
- Chavannaz
- Chessenaz
- Chilly
- Clarafond
- Contamine-Sarzin
- Éloise
- Frangy
- Marlioz
- Minzier
- Musièges
- Vanzy